# Тиморская операция
Тиморская операция (19 февраля 1942 — 10 февраля 1943) — стратегическая военная операция вооружённых сил Японии против войск Австралии, Нидерландов, Великобритании и США в ходе Второй мировой войны с целью захвата острова Тимор.
В декабре 1941 года австралийские и голландские войска оккупировали Восточный Тимор для укрепления острова против возможного наступления японских войск. Японские войска высадились на остров 20 февраля 1942 года и встретили сопротивление небольшой объединенной группы противной им союзной коалиции, известной как Sparrow Force («Воробьи»), состоявшей из солдат Австралии, Великобритании и Нидерландов. После краткого, но упорного сопротивления японцам удалось заставить капитулировать большую часть сил противника (после трёх дней боёв), хотя несколько сотен австралийских коммандос продолжили вести партизанскую войну. Их плохо снабжали ресурсами, сбрасываемыми с самолётов из Дарвина (Австралия). Кампания продолжалась до 10 февраля 1943 года, когда последние австралийские солдаты были эвакуированы. Тем не менее, ввиду оказанного сопротивления японские войска увязли в боях на Тиморе на шесть месяцев, что предотвратило их развертывание в другом месте. Хотя Португалия не была воюющей страной конфликта, многие восточнотиморские гражданские лица и португальские колонисты боролись против японцев на стороне сил антигитлеровской коалиции, предоставляли последним продовольствие, жилье и другую помощь. За это они заплатили высокую цену, и десятки тысяч мирных жителей Тимора погибли в результате японской оккупации, которая длилась до конца войны в 1945 году.

## Военно-стратегическая ситуация
К концу 1941 года остров Тимор был разделен между двумя колониальными державами — Португалией (восточная часть со столицей в Дили и анклав Окуси-Амбено) и Голландией (западной с центром в Купанге). Голландские войска на острове насчитывали 500 человек, сосредоточенных в Купанге, в то время как португальцев в Дили было всего 150. В феврале австралийское и голландское правительства договорились, что в случае вступления Японии во Вторую мировую войну на стороне Оси, Австралия будет предоставлять самолёты и войска, чтобы защитить голландский Тимор. Португалия под давлением Японии поддерживала нейтралитет. Таким образом, после нападения японцев на Пёрл-Харбор, в Купанг 12 декабря 1941 года прибыл небольшой австралийский отряд, известный как «Воробьи». В то же время два подобных отряда — «Чайки» и «Жаворонки» — были отправлены австралийцами, чтобы защитить Амбон и Рабаул соответственно.
«Воробьями» первоначально командовал подполковник Уильям Леггатт. Группа включала в себя Батальон 2/40, 2-й батальон коммандос майора Александра Спенса и батарею береговой артиллерии, в общей сложности около 1400 человек. Голландцы прислали на остров силы под командованием подполковника Нико ван Стратена: тиморский гарнизон, роту VIII-го пехотного батальона, резервную пехотную роту, пулемётный взвод XIII-го пехотного батальона и артиллерийскую батарею. Воздушную поддержку осуществляли 12 легких бомбардировщиков Локхид Хадсон 2-й эскадрильи Королевских австралийских военно-воздушных сил. «Воробьи» были изначально развернуты вокруг Купанга и стратегического аэродром Пенфуи на юго-западе острова, в то время как база снабжения была создана дальше на востоке, в Чамплонге.
К тому моменту правительство Португалии отказалось сотрудничать с союзниками, и, чтобы защитить свой фланг, 400 солдат голландско-австралийского контингента заняли Португальский Тимор 17 декабря. В ответ португальский лидер Антониу Салазар заявил протест союзным правительствам, в то время как губернатор португальского Тимора объявил себя пленником, чтобы сохранить видимость нейтралитета. Небольшой португальский гарнизон не оказал сопротивления союзникам, а местные власти и население негласно сотрудничали с ними.
Между тем, португальское и британское правительства достигли соглашения о выводе войск союзников из португальского Тимора в обмен на отправку португальцами войск на остров, чтобы сменить голландские и австралийские силы. Португальские солдаты отплыли из Лоренсу-Маркиш, Мозамбик, направляясь к Тимору, 28 января 1942 года на борту транспортного судна Жоао Белу. Однако японцы помешали высадке, и 7 февраля португальская экспедиция была вынуждена вернуться через Сингапур и Португальскую Индию.

## Приготовления
В январе 1942 года союзные войска на Тиморе стали ключевым звеном в так называемом «Малайском барьере», установленным командованием ABDA под общим руководством генерала сэра Арчибальда Уэйвелла против японской экспансии в регионе. Дополнительный австралийский контингент, в том числе бригадный генерал Уильям Вил, назначенный командующим австралийскими силами на Тиморе, прибыл в Купанг 12 февраля. К этому времени многие члены группы «Воробьи», не привычные к тропическим условиям, страдали от малярии и других болезней. Аэродром Пенфуи в голландском Тиморе стал ключевым звеном в сообщении между Австралией и американскими войсками, сражавшимися на Филиппинах. Пенфуи подвергся нападению японских самолетов 26 и 30 января 1942 года, однако он уцелел благодаря действиям британских зенитчиков и, в меньшей степени, пилотов Р-40 33-истребительной эскадрильи ВВС США. В дальнейшем на защиту Тимора прибыли еще 500 голландских солдат и британская зенитная батарея, прибытие новых подкреплений планировалось в феврале.
Между тем, Рабаул был захвачен японцами 23 января, а Амбон 3 февраля, и группы «Чайки» и «Жаворонки» были уничтожены. Позднее, 16 февраля, союзническая колонна с подкреплением и поставками в сопровождении тяжёлого крейсера Houston, эсминца Peary и голландских шлюпов Swan и Warrego попала под интенсивный огонь японцев с воздуха и была вынужден вернуться в Дарвин без высадки. «Воробьи» остались без поддержки и стали ожидать нападения в любой момент.

## Битва

### Японское вторжение в Португальский Тимор, 19-20 февраля 1942

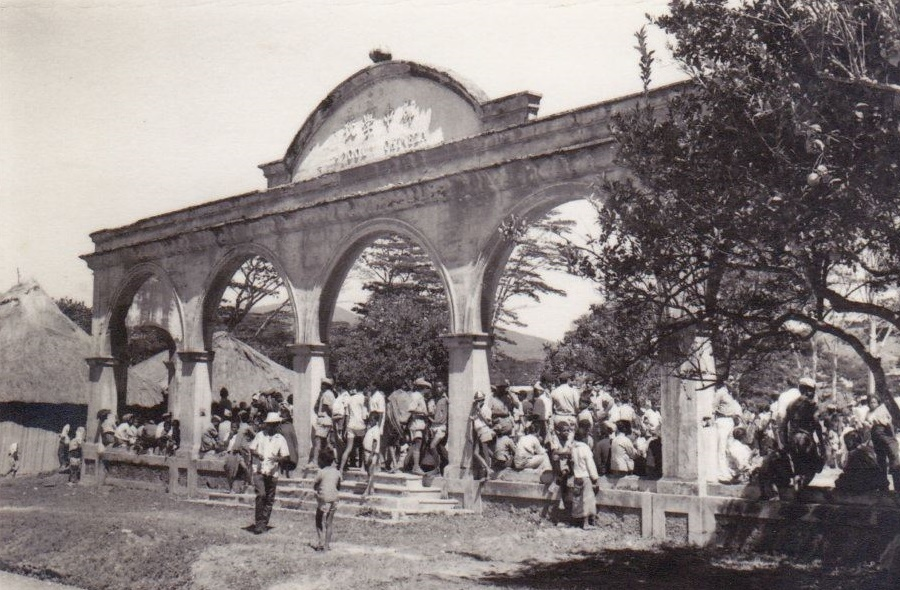
Разрушенная китайская школа в Айлеу, Португальский Тимор

В ночь с 19 на 20 февраля 1500 военнослужащих 228-го полка Японской императорской армии под командованием полковника Садашити Дои начали высадку в Дили. Первоначально японские корабли были ошибочно приняты за суда, перевозящие португальские подкрепления, и союзники были застигнуты врасплох. Тем не менее, они были хорошо подготовлены, и гарнизон начал упорядоченный отход, прикрываемый 2-й ротой австралийских коммандос, дислоцированных на аэродроме. По австралийским данным, спецназовцы убили примерно 200 японцев в первые часы сражения, хотя японская армия записала в свои потери только семь человек. 7-я рота австралийских коммандос случайно вышла к японскому контрольно-пропускному пункту. Несмотря на капитуляцию, по сведениям военного историка Брэд Манера, все они, кроме одного, были убиты японцами. Неизвестное количество оставшихся в живых австралийцев отошли на юг и на восток, в горные районы. Ван Стратен и 200 голландцев выдвинулись на юго-запад к границе.

### Японская высадка в Голландском Тиморе, 19-20 февраля 1942
В ту же ночь союзные войска в Голландском Тиморе испытали массированный налет японской авиации. Вслед за этим 228-й японский полк из двух батальонов общим числом около 4000 солдат начал высадку на незащищенной юго-западной стороне острова, у реки Паха. В поддержку пехоты японцы десантировали 5 танкеток Тип 94 и двинулись на север, отрезая голландские позиции на западе. Далее японцы выступили на северо-восток на Усуа, с целью отрезать отступление союзников. В ответ «Воробьи» немедленно двинулись дальше на восток, в сторону Чамплонга.
Леггатт приказал уничтожить аэродром Панфуи, но в районе Чамплонга союзники были перехвачены примерно тремя сотнями японских десантников. «Воробьи» начали отступление дальше на восток, а бойцы Леггатта стойко сдерживали натиск японцев. Кульминацией боя стала штыковая атака. К утру 23 февраля в живых остались лишь 78 десантников Батальона 2/40. У союзников стали заканчиваться боеприпасы, а большинство бойцов имели ранения разной степени тяжести. Леггатт принял предложение японцев сдаться в районе Усуа. Вил и оставшиеся в живых «Воробьи» — около 290 австралийских и голландских солдат — отступили на восток, к границе Голландского Тимора.

### Австралийский спецназ продолжает сопротивление, февраль — август 1942

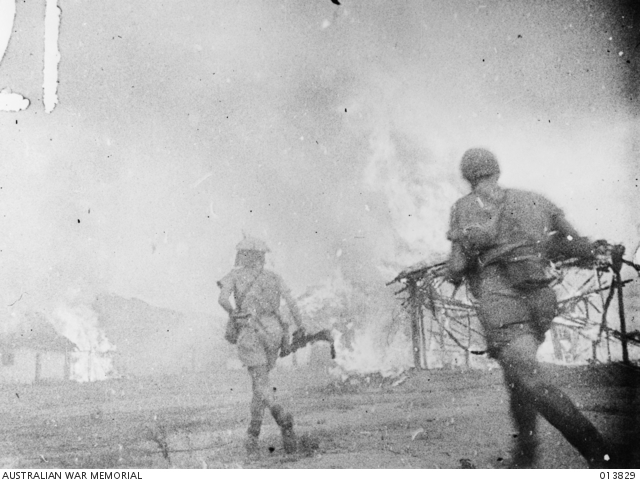
Австралийские партизаны сжигают деревню Минделу (Восточный Тимор), чтобы предотвратить её использование в качестве японской базы, 12 декабря 1942 года

К концу февраля японцы контролировали большую часть голландского Тимора и область вокруг Дили на северо-востоке. Тем не менее, они не могли безопасно двигаться на юг и восток острова. В горах скрывались австралийские коммандос, которые начали рейды против японцев, при содействии местных жителей. Несмотря на то, португальские чиновники под управлением губернатора Мануэля де Абреу Феррейры де Карвалью оставались официально нейтральными, португальцы поселенцы и коренные жители Восточного Тимора, как правило, с сочувствием относились к союзникам, которые смогли использовать местную телефонную систему, чтобы общаться между собой и собирать разведданные о японских передвижениях. (В одном из антияпонских партизанских отрядов состоял известный политический деятель Мануэл Каррашсалан.) Тем не менее, союзники изначально не имели мощного радиооборудования и не могли связаться с Австралией, чтобы сообщить на родину о продолжении сопротивления.
Дои отправил австралийского почетного консула, Дэвида Росса, к коммандос, чтобы он передал им требование сдаться. Спенс ответил отказом. Росс дал коммандос информацию о расположении японских войск, а также написал записку на португальском языке, в которой каждому, кто поможет партизанам припасами, обещалась компенсация со стороны правительства Австралии. В начале марта силы Вила и ван Стратена наладили контакт с остатками 2-й роты и с помощью мощного радиопередатчика установили связь с Дарвином. В мае австралийский самолет сбросил над островом поставки для коммандос и их союзников.
24 мая солдаты Вила и ван Стратена были эвакуированы с юго-восточного побережья. а Спенс был назначен командиром оставшихся коммандос и произведен в подполковники. 27 мая ВМС Австралии продолжили эвакуацию союзников с Тимора.

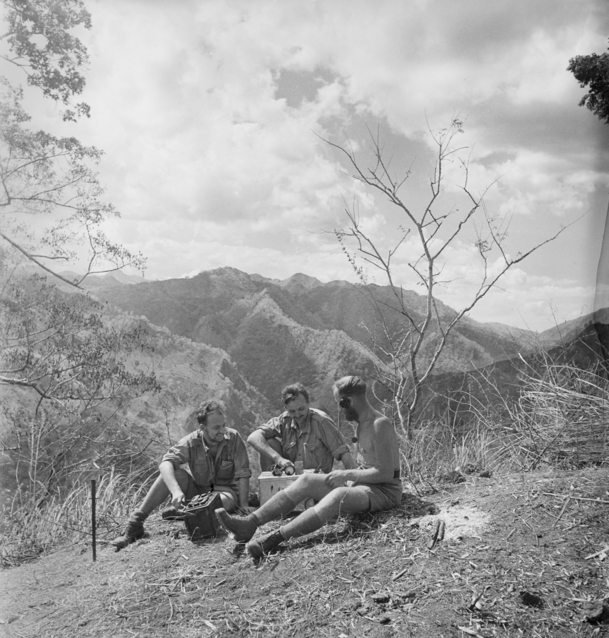
Связист Кит Ричардс, капрал Джон Донован и сержант Фрэнк Пресс (слева направо) из австралийской 2-й роты с радиопередатчиком на вершине горы в Тиморе, ноябрь 1942 года

В июне генерал Дуглас Макартур, теперь Верховный главнокомандующий ОВС союзников в Юго-Западной части Тихого океана, заслушал доклад генерала Томаса Блейми о том, что полномасштабное наступление союзников на Тиморе потребует значительных десантных сил (по крайней мере 10000 человек). Из-за этого Блейми рекомендовал отложить планы операции на острове.
Между тем, отношения между губернатором Феррейра де Карвалью и японцами ухудшались. Его телеграфная линия с правительством в Лиссабоне была отрезана. В июне 1942 года японский чиновник пожаловался, что губернатор отверг требования Японии по наказанию должностных лиц и жителей Тимора, которые оказывали содействие «армии вторжения» (австралийцам). 24 июня японцы официально пожаловались в Лиссабон, но не предпринимали никаких действий против Феррейра де Карвалью. В то же время Дои снова послал Росса к коммандос с сообщением, отмечая доблесть «Воробьев» и снова предлагая капитуляцию. Дои также просил передать, что ждет подкреплений, и в конечном итоге сможет собрать необходимые силы для уничтожения партизан. Однако на этот раз Росс не вернулся в Дили и был эвакуирован в Австралию 16 июля.

### Японское наступление, август 1942
В августе японская 48-я дивизии под командованием генерал-лейтенанта Юити Цутинаши начала прибывать с Филиппин в гарнизон Купанга. Цутинаши начал попытки выжать австралийцев на южное побережье острова. Мощные японские колонны двинулись на юг из Дили и Манатуто на северо-восточном побережье. Еще один отряд двинулся на восток из голландского Тимора, атакуя голландские позиции в центральной южной части острова. Наступление закончилось 19 августа, когда основная часть японских сил была отправлена на Рабаул, но перед этим японцы успели захватить город Маубисс и южный порт Беко. Тем временем, в конце августа начался бунт жителей Маубисса против португальцев.
В сентябре основная часть японской 48-й дивизии вернулась на остров. Австралийцы также направили подкрепление. 23 сентября эсминец HMAS Voyager сел на мель в южной порту Бетано при высадке подкреплений и из-за бомбежки десант был отменен. Экипаж судна был благополучно эвакуирован двумя эсминцами 25 сентября 1942 года, а сидящий на мели корабль был подорван.
1 ноября командование союзников одобрило выдачу оружия португальским чиновникам. Примерно в то же время японцы приказали всем португальским гражданским лицам перейти в «нейтральную зону» к 15 ноября. Те, кто не выполнил требование, должны были рассматриваться как сообщники союзников. Этот приказ только подтолкнул португальцев к сотрудничеству с союзниками.

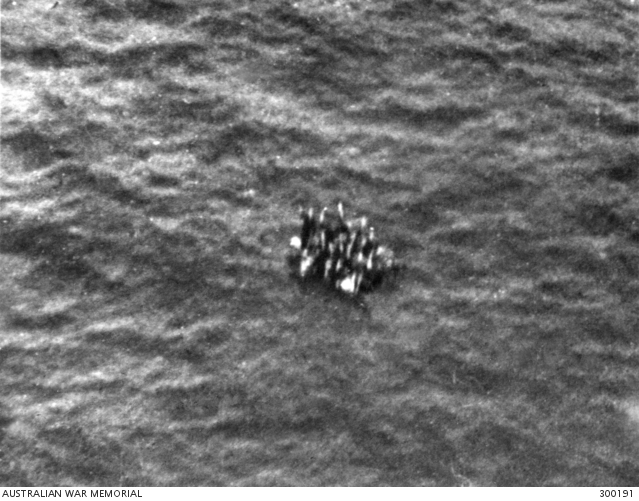
Плот с выжившими с Armidale

Спенс был эвакуирован в Австралию 11 ноября, а командир 2-й роты майор Бернард Каллинан был назначен командующим войск союзников в Тиморе. В ночь на 1 декабря австралийский ВМФ провел крупную операцию по эвакуации в Бетано 190 голландских солдат и 150 мирных жителей. Корвет Armidale был потоплен японской авиацией и почти все находившиеся на его борту погибли.

### Эвакуация австралийцев, декабрь 1942 — февраль 1943
К концу 1942 года шансы союзников на возврат Тимора стали совсем призрачными, поскольку на острове насчитывалось уже 12000 японских солдат. Австралийские начальники штабов прикидывали, что для изгнания японцев с острова потребуется не менее трех союзных дивизий, с сильной поддержкой авиации и флота. Кроме того, усилия японцев по пресечению поставок австралийским коммандос становились все эффективней. В итоге с начала декабря австралийскую операцию на Тиморе стали постепенно сворачивать.
11-12 декабря оставшихся «Воробьев», за исключением нескольких офицеров, эвакуировали на голландском эсминце HNLMS Tjerk Hiddes. В ночь на 10 января 1943 года остальная часть партизан была эвакуирована эсминцем HMAS Arunta.

## Последствия

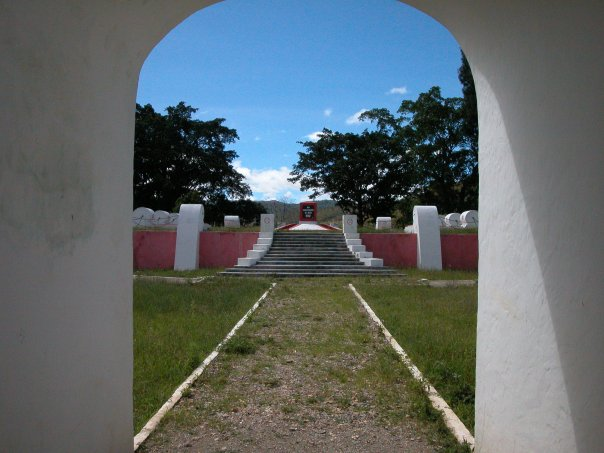
Мемориал в память жертв среди португальского населения в Айлеу

В целом, хотя кампания на Тиморе имела незначительное стратегическое значение, действия австралийских коммандос сковали значительные японские силы, которые из-за этого не могли быть переброшены на Новую Гвинею.
Большинство жертв среди гражданского населения были вызваны японскими репрессиями против жителей, сочувствующих партизанам. Жертвы среди мирных жителей оцениваются в 40000-70000 человек. Потери союзников на острове — около 450 убитых и более 2000 японцев.
В конечном счете японские войска контролировали Тимор до капитуляции в сентябре 1945 года. 5 сентября 1945 года японский командир встретился с португальским губернатором Феррейра де Карвалью и вернул ему власть. 11 сентября австралийские войска прибыли в Купанг и приняли капитуляцию всех японских вооруженных сил на Тиморе от старшего офицера, полковника Каиды Тацуити.